# Elena Pampoulova
Elena Pampoulova (Sofia, 17 mei 1972 – 19 april 2023) was een tennisspeelster uit Bulgarije. In juni 1991 trouwde zij met de Duitser Axel Wagner – zij bleef nog enkele jaren spelen voor Bulgarije, onveranderd onder de naam Pampoulova. Sinds januari 1997 had zij de Duitse nationaliteit. Vanaf 1999 schreef zij zich als Elena Wagner in voor toernooien. Zij was actief in het proftennis van 1988 tot en met 2001. Pampoulova speelde voor Bulgarije in het Fed Cup-team tussen 1988 en 1992, en in 1992 bovendien op de Olympische spelen in Barcelona. Voor het Duitse Fed Cup-team speelde zij in 1997 en 1999.
Nadat zij op vijfentwintigjarige leeftijd weduwe was geworden, trad Pampoulova op 11 juli 2006 voor de tweede keer in het huwelijk, met Zwitser Christian Bergomi. Zij woonden in Zwitserland, waar zij beiden bankier waren. Na een ziekte overleed zij in april 2023, op vijftigjarige leeftijd.

## Loopbaan

### Enkelspel
Pampoulova debuteerde in 1988 op het ITF-toernooi van Nijvel (België). Zij stond nog datzelfde jaar voor het eerst in een finale, op het ITF-toernooi van Baden (Zwitserland) – hier veroverde zij haar eerste titel, door de Poolse Katarzyna Nowak te verslaan. In totaal won zij twaalf ITF-titels, de laatste in 1998 in The Woodlands (Texas, VS).
In 1989 speelde Pampoulova voor het eerst op een WTA-hoofdtoernooi, op het toernooi van Sofia. Zij stond in 1994 voor het eerst in een WTA-finale, op het toernooi van Surabaya – hier veroverde zij haar enige WTA-enkelspeltitel, door de Japanse Ai Sugiyama te verslaan.
Haar beste resultaat op de grandslamtoernooien is het bereiken van de derde ronde. Haar hoogste notering op de WTA-ranglijst is de 62e plaats, die zij bereikte in september 1996.

### Dubbelspel
Pampoulova was in het dubbelspel minder actief dan in het enkelspel, maar behaalde wel betere resultaten. Zij debuteerde in 1988 op het ITF-toernooi van Nijvel (België) samen met de Duitse Maja Zivec-Skulj. Zij stond nog datzelfde jaar voor het eerst in een finale, op het ITF-toernooi van Melbourne (Australië), samen met de Australische Kristin Godridge – zij verloren van het thuisspelende duo Natalia Leipus en Bernadette Randall. In 1989 veroverde Pampoulova haar eerste titel, op het ITF-toernooi van Bari (Italië), samen met de Oostenrijkse Marion Maruska, doordat hun tegenstandsters verstek lieten gaan. In totaal won zij acht ITF-titels, de laatste in 1997 in Makarska (Kroatië).
In 1989 speelde Pampoulova voor het eerst op een WTA-hoofdtoernooi, op het toernooi van Sofia, samen met de Duitse Silke Meier. Zij bereikten meteen de finale – zij verloren van het Italiaanse koppel Laura Garrone en Laura Golarsa. In 1996 veroverde Pampoulova haar eerste WTA-titel, op het toernooi van Warschau, samen met de Oekraïense Olha Loehina, door het koppel Alexandra Fusai en Laura Garrone te verslaan. In totaal won zij drie WTA-titels, de laatste in 1999 in Knokke-Heist, samen met de Tsjechische Eva Martincová.
Haar beste resultaat op de grandslamtoernooien is het bereiken van de derde ronde. Haar hoogste notering op de WTA-ranglijst is de 38e plaats, die zij bereikte in september 1996.

## Posities op deWTA-ranglijst
Positie per einde seizoen:
| jaar | rang enkelspel | rang dubbelspel |
| ---- | -------------- | --------------- |
| 2001 | 418            | 226             |
| 2000 | 298            | 234             |
| 1999 | 123            | 69              |
| 1998 | 69             | 86              |
| 1997 | 100            | 71              |
| 1996 | 92             | 53              |
| 1995 | 221            | 83              |
| 1994 | 70             | 86              |
| 1993 | 163            | 178             |
| 1992 | 190            | 106             |
| 1991 | 134            | 196             |
| 1990 | 101            | 137             |
| 1989 | 123            | 107             |
| 1988 | 426            | 573             |

## Palmares
| Legenda                |
| ---------------------- |
| Grandslamtoernooi      |
| Olympische Spelen      |
| Year-End Championships |
| Tier I                 |
| Tier II                |
| Tier III               |
| Tier IV & V            |

### WTA-finaleplaatsen enkelspel
| nr.              | finale     | toernooi     | ondergrond | tegenstandster   | score          |         |
| ---------------- | ---------- | ------------ | ---------- | ---------------- | -------------- | ------- |
| gewonnen finales |            |              |            |                  |                |         |
| 1.               | 1994-11-13 | WTA Surabaya | hardcourt  | Ai Sugiyama      | 2-6, 6-0, opg. | details |
| verloren finales |            |              |            |                  |                |         |
| 1.               | 1998-08-02 | WTA Sopot    | gravel     | Henrieta Nagyová | 3-6, 7-5, 1-6  | details |

### WTA-finaleplaatsen vrouwendubbelspel
| nr.              | finale     | toernooi         | ondergrond | partner           | tegenstandsters                      | score         |         |
| ---------------- | ---------- | ---------------- | ---------- | ----------------- | ------------------------------------ | ------------- | ------- |
| gewonnen finales |            |                  |            |                   |                                      |               |         |
| 1.               | 1996-09-22 | WTA Warschau     | gravel     | Olha Loehina      | Alexandra Fusai Laura Garrone        | 1-6, 6-4, 7-5 | details |
| 2.               | 1998-07-19 | WTA Palermo      | gravel     | Pavlina Stoyanova | Barbara Schett Patty Schnyder        | 6-4, 6-2      | details |
| 3.               | 1999-08-08 | WTA Knokke-Heist | gravel     | Eva Martincová    | Jevgenia Koelikovskaja Sandra Načuk  | 3-6, 6-3, 6-3 | details |
| verloren finales |            |                  |            |                   |                                      |               |         |
| 1.               | 1989-08-06 | WTA Sofia        | gravel     | Silke Meier       | Laura Garrone Laura Golarsa          | 4-6, 5-7      | details |
| 2.               | 1989-09-17 | WTA Athene       | gravel     | Silke Meier       | Sandra Cecchini Patricia Tarabini    | 6-4, 4-6, 2-6 | details |
| 3.               | 1996-09-15 | WTA Karlsbad     | gravel     | Eva Martincová    | Karina Habšudová Helena Suková       | 6-3, 3-6, 2-6 | details |
| 4.               | 1997-01-05 | WTA Auckland     | hardcourt  | Aleksandra Olsza  | Janette Husárová Dominique Van Roost | 2-6, 7-6, 3-6 | details |
| 5.               | 1997-04-27 | WTA Boedapest    | gravel     | Eva Martincová    | Amanda Coetzer Alexandra Fusai       | 3-6, 1-6      | details |

## Resultaten grandslamtoernooien
| Legenda | Legenda                          |
| ------- | -------------------------------- |
| g.t.    | geen toernooi gehouden           |
| l.c.    | lagere categorie                 |
| –       | niet deelgenomen                 |
| G       | uitgeschakeld in de groepsfase   |
| 1R      | uitgeschakeld in de eerste ronde |
| 2R      | uitgeschakeld in de tweede ronde |
| 3R      | uitgeschakeld in de derde ronde  |
| 4R      | uitgeschakeld in de vierde ronde |
| KF      | uitgeschakeld in de kwartfinale  |
| HF      | uitgeschakeld in de halve finale |
| F       | de finale verloren               |
| W       | het toernooi gewonnen            |
| w-v     | winst/verlies-balans             |

### Enkelspel
| Toernooi        | 1990 | 1991 |    | 1995 | 1996 | 1997 | 1998 | 1999 | w-v |
| --------------- | ---- | ---- | -- | ---- | ---- | ---- | ---- | ---- | --- |
| Australian Open | 2R   | –    | 1R | –    | 1R   | 2R   | 2R   | 3-5  |     |
| Roland Garros   | 2R   | 1R   | 1R | 1R   | 1R   | 2R   | 2R   | 3-7  |     |
| Wimbledon       | –    | 2R   | 1R | 1R   | –    | 1R   | 3R   | 3-5  |     |
| US Open         | 1R   | –    | 1R | 2R   | 3R   | 1R   | 1R   | 3-6  |     |

### Vrouwendubbelspel
| Toernooi        | 1990 | 1991 |    | 1993 | 1994 | 1995 | 1996 | 1997 | 1998 | 1999 | 2000  | w-v |
| --------------- | ---- | ---- | -- | ---- | ---- | ---- | ---- | ---- | ---- | ---- | ----- | --- |
| Australian Open | 1R   | –    | –  | –    | 2R   | –    | 1R   | 2R   | 1R   | –    | 2-5   |     |
| Roland Garros   | 3R   | 2R   | 2R | 2R   | 2R   | 3R   | 1R   | 1R   | 3R   | 1R   | 10-10 |     |
| Wimbledon       | –    | –    | –  | 2R   | 1R   | 1R   | 2R   | 1R   | 1R   | –    | 2-6   |     |
| US Open         | 1R   | –    | –  | –    | 2R   | 1R   | 1R   | 1R   | 1R   | –    | 1-6   |     |

### Gemengd dubbelspel
| Toernooi        | 1997 |
| --------------- | ---- |
| Australian Open | –    |
| Roland Garros   | 1R   |
| Wimbledon       | –    |
| US Open         | –    |